# Боулт, Джон Эллис
Джон Э́ллис Бо́улт (также Болт, англ. John Ellis Bowlt; род. 6 декабря 1943, Лондон, Великобритания) — американский славист, искусствовед, куратор британского происхождения. Специалист по русской культуре конца XIX — начала XX века. Исследователь русского авангарда.

## Биография
Джон Эллис Боулт родился в Лондоне в семье рабочего левых взглядов. Высшее образование получил в Великобритании в Сент-Эндрюсском университете. 
Неоднократно приезжал на стажировки в  СССР.
Профессор кафедры славянских языков Университета Южной Калифорнии (Лос-Анджелес).
Создатель и директор Института современной русской культуры (Institute of Modern Russian Culture, IMRC) при Университете Южной Калифорнии. Основная цель Института – собрать воедино все эмигрантские архивы, создать библиотеку и исследовательский центр – была выполнена. Сейчас в коллекции представлены архивы, редкие книги, записи живых голосов, фотографии и грампластинки.
Главный редактор издания «Experiment/Эксперимент», посвящённого русской культуре (выходит с 1995).

## Куратор художественных выставок
- 1998—1999 — Theater of Reason/Theater of Desire: the Art of Alexandre Benois and Léon Bakst (Лугано, Швейцария, 1998; Франкфурт, Германия, 1999)
- 1999—2001 — Амазонки авангарда / Amazons of the Avant-Garde (Музей Соломона Гуггенхайма, Берлин — Бильбао — Венеция — Нью-Йорк, 1999; Государственная Третьяковская галерея, Москва, 2001)
- 2010 — «Космос русского авангарда: Искусство и исследование Вселенной, 1900—1930». Государственный музей современного искусства Греции. Афины,
- 2009—2010 — Удиви меня! Сергей Дягилев и Русские балетные сезоны. Монако, Villa Sauber, 2009; Монако, Salle des Arts du Sporting d’Hiver, 2009; Москва, Государственная Третьяковская галерея, 2010.
- 2016 — Лев Бакст / Léon Bakst. К 150-летию со дня рождения. ГМИИ им. А. С. Пушкина, Москва.

## Награды
- Орден Дружбы (28 октября 2009 года, Россия) — за большой вклад в развитие культурных связей с Российской Федерацией, сохранение и популяризацию русского языка и русской культуры[2].